# Frede Christoffersen (dokumentarfilm)
Frede Christoffersen er en dansk portrætfilm fra 1966 instrueret af Per Ulrich efter eget manuskript.

## Handling
I 1966 bestilte Danmarks Radio hos seks danske kunstnere et grafisk værk til TV's Kunstmappe. I Frede Christoffersens tilfælde giver hans litografiske værk anledning til en summarisk gennemgang af den litografiske proces, efterfulgt af en skildring af kunstnerens foretrukne udtryksmidler og syn på kunsten og kunstnerens rolle. Temaet "solen" er allestedsnærværende i hans kunstneriske udtryk. 
Udsendt på TV som serien Grafiske blade. Premiere 18. marts 1966.